# Herrarnas spjutkastning vid världsmästerskapen i friidrott 2023
Herrarnas spjutkastning vid världsmästerskapen i friidrott 2023 avgjordes mellan den 25 och 27 augusti 2023 på Nemzeti Atlétikai Központ i Budapest i Ungern.
Indiske Neeraj Chopra tog guld efter ett kast på 88,17 meter. Silvret togs av pakistanske Arshad Nadeem och bronset togs av tjeckiske Jakub Vadlejch.

## Program
Alla tider är lokal tid (UTC+2)
| Datum      | Tid   | Omgång      |
| ---------- | ----- | ----------- |
| 25 augusti | 10:10 | Kvalgrupp A |
| 25 augusti | 11:45 | Kvalgrupp B |
| 27 augusti | 20:15 | Final       |

## Resultat

### Kval
Kvalregler: Kast på minst 83,00 meter 0Q0 eller de 12 friidrottare med längst kast 0q0 gick vidare till finalen.
| Placering | Grupp | Namn                     | Nationalitet        | Omgång | Omgång | Omgång | Distans            | Noteringar |
| Placering | Grupp | Namn                     | Nationalitet        | 1      | 2      | 3      | Distans            | Noteringar |
| --------- | ----- | ------------------------ | ------------------- | ------ | ------ | ------ | ------------------ | ---------- |
| 1         | A     | Neeraj Chopra            | Indien              | 88,77  |        |        | 88,77              | 0Q0, 0SB0  |
| 2         | B     | Arshad Nadeem            | Pakistan            | 70,63  | 81,53  | 86,79  | 86,79              | 0Q0, 0SB0  |
| 3         | B     | Jakub Vadlejch           | Tjeckien            | 81,34  | 83,50  |        | 83,50              | 0Q0        |
| 4         | A     | Julian Weber             | Tyskland            | 81,05  | 82,39  | 80,83  | 82,39              | 0q0        |
| 5         | B     | Edis Matusevičius        | Litauen             | 78,44  | 82,35  | -      | 82,35              | 0q0        |
| 6         | A     | D. P. Manu               | Indien              | 78,10  | 81,31  | 72,40  | 81,31              | 0q0        |
| 7         | A     | Dawid Wegner             | Polen               | 76,50  | 81,25  | 75,74  | 81,25              | 0q0        |
| 8         | B     | Ihab Abdelrahman         | Egypten             | 80,75  | x      | x      | 80,75              | 0q0        |
| 9         | B     | Kishore Jena             | Indien              | 80,55  | 78,07  | x      | 80,55              | 0q0        |
| 10        | B     | Oliver Helander          | Finland             | x      | 80,19  | x      | 80,19              | 0q0        |
| 11        | B     | Timothy Herman           | Belgien             | 73,00  | 80,11  | -      | 80,11              | 0q0        |
| 12        | B     | Andrian Mardare          | Moldavien           | 79,78  | 77,27  | 79,00  | 79,78              | 0q0        |
| 13        | A     | Toni Kuusela             | Finland             | 79,27  | x      | x      | 79,27              |            |
| 14        | A     | Genki Dean               | Japan               | 78,21  | 78,57  | 79,21  | 79,21              |            |
| 15        | B     | Cyprian Mrzygłód         | Polen               | 78,28  | 78,49  | 77,35  | 78,49              |            |
| 16        | A     | Anderson Peters          | Grenada             | 78,02  | 77,51  | 78,49  | 78,49              |            |
| 17        | A     | Julius Yego              | Kenya               | x      | 78,42  | 76,68  | 78,42              |            |
| 18        | B     | Lassi Etelätalo          | Finland             | 76,89  | 78,19  | x      | 78,19              |            |
| 19        | B     | Cameron McEntyre         | Australien          | x      | 75,44  | 78,10  | 78,10              |            |
| 20        | B     | Luiz Mauricio da Silva   | Brasilien           | 68,25  | 77,70  | 74,17  | 77,70              |            |
| 21        | A     | Patriks Gailums          | Lettland            | 77,20  | 77,43  | x      | 77,43              |            |
| 22        | A     | Kenji Ogura              | Japan               | 76,65  | x      | 75,70  | 76,65              |            |
| 23        | B     | György Herczeg           | Ungern              | 72,31  | 76,18  | x      | 76,18              |            |
| 24        | A     | Capers Williamson        | USA                 | 76,10  | x      | x      | 76,10              |            |
| 25        | B     | Alexandru Novac          | Rumänien            | 75,75  | 74,61  | 74,67  | 75,75              |            |
| 26        | B     | Jakob Samuelsson         | Sverige             | 73,81  | x      | 75,50  | 75,50              |            |
| 27        | A     | Douw Smit                | Sydafrika           | 64,29  | 75,03  | 71,21  | 75,03              |            |
| 28        | A     | Felise Vaha'i Sosaia     | Frankrike           | 68,23  | 74,80  | x      | 74,80              |            |
| 29        | B     | Rolands Štrobinders      | Lettland            | 74,46  | 73,98  | x      | 74,46              |            |
| 30        | A     | Curtis Thompson          | USA                 | 72,46  | 72,99  | 74,21  | 74,21              |            |
| 31        | A     | Leandro Ramos            | Portugal            | 66,02  | 74,03  | 73,55  | 74,03              |            |
| 32        | B     | Artur Felfner            | Ukraina             | x      | x      | 73,81  | 73,81              |            |
| 33        | A     | Gatis Čakšs              | Lettland            | x      | 72,34  | 73,42  | 73,42              |            |
| 34        | A     | Pedro Henrique Rodrigues | Brasilien           | x      | 67,11  | 72,34  | 72,34              |            |
| –         | B     | Ethan Dabbs              | USA                 | x      | x      | x      | Inget giltigt kast |            |
| –         | B     | Yuta Sakiyama            | Japan               | x      | x      | x      | Inget giltigt kast |            |
| –         | A     | Keshorn Walcott          | Trinidad och Tobago |        |        |        | 0DNS0              |            |

### Final
Finalen startade den 27 augusti klockan 20:22.
| Placering | Namn              | Nationalitet | Omgång | Omgång | Omgång | Omgång | Omgång | Omgång | Distans | Noteringar |
| Placering | Namn              | Nationalitet | 1      | 2      | 3      | 4      | 5      | 6      | Distans | Noteringar |
| --------- | ----------------- | ------------ | ------ | ------ | ------ | ------ | ------ | ------ | ------- | ---------- |
| 1         | Neeraj Chopra     | Indien       | X      | 88,17  | 86,32  | 84,64  | 87,73  | 83,96  | 88,17   |            |
| 2         | Arshad Nadeem     | Pakistan     | 74,80  | 82,81  | 87,82  | 87,15  | X      | 81,86  | 87,82   | 0SB0       |
| 3         | Jakub Vadlejch    | Tjeckien     | 82,59  | 84,18  | 83,65  | 83,62  | 86,67  | X      | 86,67   |            |
| 4         | Julian Weber      | Tyskland     | 80,43  | 85,79  | 76,86  | 82,55  | 82,81  | 79,01  | 85,79   |            |
| 5         | Kishore Jena      | Indien       | 75,70  | 82,82  | x      | 80,19  | 84,77  | x      | 84,77   | 0PB0       |
| 6         | D. P. Manu        | Indien       | 78,44  | X      | 83,72  | X      | 83,48  | 84,14  | 84,14   |            |
| 7         | Oliver Helander   | Finland      | 83,38  | 81,44  | X      | X      | X      | 82,85  | 83,38   |            |
| 8         | Edis Matusevičius | Litauen      | 75,13  | 80,42  | 82,29  | 79,17  | x      | 77,53  | 82,29   |            |
| 9         | Dawid Wegner      | Polen        | 78,19  | 74,60  | 80,75  |        |        |        | 80,75   |            |
| 10        | Ihab Abdelrahman  | Egypten      | 80,64  | 78,94  | X      |        |        |        | 80,64   |            |
| 11        | Andrian Mardare   | Moldavien    | 79,66  | 79,24  | 79,49  |        |        |        | 79,66   |            |
| 12        | Timothy Herman    | Belgien      | 72,17  | 74,56  | X      |        |        |        | 74,56   |            |